# Hans Antonsson
Pour les articles homonymes, voir Antonsson.
Hans Antonsson est un lutteur suédois né le 8 novembre 1934 à Trollhättan et mort le 2 septembre 2021 à Gustavsberg. Il est spécialisé en lutte libre.

## Palmarès

### Jeux olympiques
- Médaille de bronze dans la catégorie des moins de 79 kg en 1960 à Rome[2]